# Gert Prokop
Gert Prokop (1932–1994) byl (východo)německý spisovatel krimi a sci-fi literatury. Věnoval se s úspěchem i dětské literatuře, mezi jeho nejznámější díla patřil Detektiv Pinky, o chlapci, který touží být jako Allan Pinkerton. Česky vyšla v 80. letech Prokopova série kriminálních sci-fi povídek Copak nohy se kradou?, v rámci antologie Experiment člověk. Roku 1990 Prokop vyhrál cenu za nejlepší německou sci-fi povídku (Kasperle ist wieder da!).
Vyrostl v rodném městečku Richtenberg (dnes v zemském okrese Přední Pomořansko-Rujána) nedaleko Baltského moře, roku 1950 se přestěhoval do Berlína. Pracoval jako novinář nebo dokumentarista, od roku 1971 se živil jako spisovatel. Roku 1994 ve světle nevyléčitelné nemoci a beznadějné prognózy sám ukončil svůj život.

## Výběr z díla

### Krimi
- 1973 – Der Tod des Reporters
- 1976 – Einer muß die Leiche sein (1978 zfilmováno)
- 1994 – So blond, so schön, so tot

### Pro děti a mládež
- 1974 – Der Drache mit den veilchenblauen Augen
- 1975 – Gute-Nacht-Geschichten für verträumte Kinder
- 1979 – Der kleine Riese und andere Märchen
- 1980 – Die Maus im Fenster
- 1982 – Detektiv Pinky (2001 zfilmováno)
- 1989 – Der Hausflug

### Sci-fi
- 1977 – Wer stiehlt schon Unterschenkel? / Der Tod der Unsterblichen (cyklus povídek, 1983 vyšlo česky jako Copak nohy se kradou?)
- 1983 – Der Samenbankraub (1988 vyšlo česky jako Tři minuty věčnosti)
- 1988 – Die Phrrks
- 1988 – Das todsichere Ding
- 1990 – Null minus unendlich